# Уилямс (окръг, Северна Дакота)
Вижте пояснителната страница за други значения на Уилямс.
Окръг Уилямс (на английски: Williams County) е окръг в щата Северна Дакота, Съединени американски щати. Площта му е 5563 km², а населението – 33 349 души (2017). Административен център е град Уилистън.